# 9-十八烯
9-十八烯是一种有机化合物，化学式为C18H36，它是十八烯的同分异构体之一。它和过氧化氢在乙酸中反应，可以得到9,10-环氧十八烷。它和2,3-二甲基-2-丁烯在四甲基锡、三氧化二铝和七氧化二铼催化下于氯苯中反应，可以得到2-甲基-2-十一烯。